# Zabdin
Zabdin (tiếng Ả Rập: زبدين; cũng đánh vần là Zabadayn) là một ngôi làng ở miền nam Syria, thuộc khu vực hành chính của quận Markaz Rif Dimashq của tỉnh Rif Dimashq, nằm ở phía đông Damascus. Các địa phương lân cận bao gồm al-Malihah ở phía tây, Shabaa ở phía nam, Deir al-Asafir ở phía đông nam, Harasta al-Qantarah và Marj al-Sultan ở phía đông, Beit Nayim ở phía đông bắc và Jisrin và Saqba ở phía tây bắc. Theo Cục Thống kê Trung ương Syria (CBS), Zabdin có dân số 7,003 trong cuộc điều tra dân số năm 2004.